# Acronicta consanguis
Acronicta consanguis là một loài bướm đêm trong họ Noctuidae.